# Hara’Kiri
Hara’Kiri was een Belgische meidenpunkband die actief was in de periode 2002-2005. De leden waren afkomstig uit de bands Not Yet en De Bossen. 
Na de uitgave van het debuutalbum Ha-haha in 2003 speelde de band een aantal concerten in New York, onder meer in de bekende club CBGB. Enkele maanden later stapte Josiane Hansen uit de band, en ging Hara'Kiri verder als trio.
De band speelde onder meer op Suikerrock. 

## Discografie
- Ha-haha (2003 - The Twilight Bark)